# Antonio Agri
Antonio Pablo Agri (Rosario, 5 de mayo de 1932 - 17 de octubre de 1998) fue un violinista, compositor y director de orquesta argentino, que se destacó en la música clásica y de tango. Obtuvo el Premio Grammy por Soul of the Tango: The Music of Astor Piazzolla con Yo Yo Ma. Recibió tres veces el Premio Konex, en 1985, 1995 y 2005, este último post mortem. Fue nombrado Ciudadano Ilustre de la ciudad de Rosario.

## Biografía
Reconocido y fanático hincha de Rosario Central, Antonio Agri debutó en 1947 luego de estudiar violín con Dermidio Guastavino. Integró varias orquestas de música popular, entre ellas se destacó su participación en la Orquesta Típica de José Sala de la ciudad de Rosario. En noviembre de 1960 hizo presentaciones con el charanguista Jaime Torres y el bandoneonista Rodolfo Cholo Montironi. En 1961 creó el Quinteto de Arcos de Antonio Agri, que interpretó tango, pero con estilo de música de cámara.
Simultáneamente fue invitado por Astor Piazzolla para integrar su revolucionario Quinteto Nuevo Tango, junto a Jaime Gosis, Oscar López Ruiz y Kicho Díaz, acompañándolo en sus formaciones por casi quince años. En 1974 ingresó como violinista la Orquesta Sinfónica del Teatro Colón de Buenos Aires. En 1976 formó y dirigió el "Conjunto de Arcos Antonio Agri", integrado por los músicos de la orquesta del Teatro Colón. Luego formó la "Camerata Antonio Agri" interpretando piezas de Astor Piazzolla.
En París, integró el Mosalini-Agri Tango Quinteto, con Juan José Mosalini (bandoneón), Osvaldo Caló (piano), Leonardo Sánchez (guitarra) y Roberto Tormo (contrabajo). Grabó con la Orquesta Filarmónica de Londres y con el violonchelista chino Yo Yo Ma, en el notable disco Soul of tango (alma de tango), y se presentó junto al guitarrista Paco de Lucía.
Integró en la década del 90 el Nuevo Quinteto Real y realizó grabaciones junto al bandoneonista argentino Leopoldo Federico

## Discografía seleccionada
- Agri X 2, con Pablo Agri, 2001.
- Mosalini-Agri Tango Quinteto, 1998.
- Soul of the Tango: The Music of Astor Piazzolla, 1998, acompañando a Yo Yo Ma (Premio Grammy).
- Agri saluda a Piazzolla, 1997.
- Timeless tango, 1996, Antonio Agri en el Nuevo Quinteto Real.
- Conversando con amigos, 1995
- La conversación, 1994
- Memoria y tango, 1991 (con Guillermo Ferrer, Daniel Binelli y Gustavo Fedel).
- Tributo al Polaco, varios intérpretes.

## Filmografía
- Tango argentino (1969) dir. Simón Feldman